# Beaufort (Jura)
Beaufort ist eine Ortschaft und eine Commune déléguée in der französischen Gemeinde Beaufort-Orbagna mit 1154 Einwohnern (Stand: 1. Januar 2019) im Département Jura in der Region Bourgogne-Franche-Comté. Die Bewohner nennen sich Beaufortois und Beaufortoises.
Die Gemeinde Beaufort wurde am 1. Januar 2019 mit Orbagna zur Commune nouvelle Beaufort-Orbagna zusammengeschlossen. Sie gehörte zum Arrondissement Lons-le-Saunier und zum Kanton Saint-Amour.

## Geographie
Beaufort liegt rund 15 Kilometer südwestlich der Arrondissement-Hauptstadt Lons-le-Saunier an der Grenze zum benachbarten Département Saône-et-Loire in der Region Burgund. Nachbargemeinden waren:
- Bonnaud im Norden,
- Val-Sonnette mit Vincelles im Nordosten und Vercia im Osten,
- Orbagna im Osten,
- Rosay im Südosten,
- Cuisia im Süden,
- Maynal im Südwesten,
- Flacey-en-Bresse im Westen (Dép. Saône-et-Loire) und
- Savigny-en-Revermont im Nordwesten (Dép. Saône-et-Loire).

## Geschichte
Als sich Frankreich im Zweiten Weltkrieg unter deutscher Besatzung befand, organisierte der Bauer und Lokalpolitiker Marius Rodot zusammen mit dem Gemeindebeamten Raoul Perrodin die lokale Résistance. Ziel war es ab Mai 1942, die alliierten Fallschirmabwürfe von Waffen auf das nahe Terrain Rodrigue de Lanézia zu bergen und an Kampfzellen der Résistance weiterzuleiten. Der Gruppe schlossen sich Raymond Pageault aus Rotalier, der Techniker Joseph Bouvard, der Bäcker Henri Coulon und zwei Lehrer, Léon Berrez und Robert Rebours, an. Die Waffen wurden in den Lagerräumen des Lebensmittelindustriellen Bernard Morey in Cuiseaux zwischengelagert.
Das Mitglied Maurice Guerre wurde am 6. Dezember 1942 von den Deutschen festgenommen. Noch am selben Tag gelang ihm die Flucht aus der Gendarmerie von Beaufort. Die zehn im Oktober 1943 in Lyon in Abwesenheit verurteilten Widerstandskämpfer aus Beaufort gingen in die Wälder, wo ab März 1944 die Gruppe Maquis de Bacaillat aktiv wurde. Für ihre Teilnahme an der Bergung der Abwürfe des 20. April 1943 wurden Raoul Perrodin und seine Frau deportiert. Raoul Perrodin wurde ermordet.

## Bevölkerungsentwicklung
| 1962 | 1968 | 1975 | 1982 | 1990 | 1999 | 2006  | 2011  |
| ---- | ---- | ---- | ---- | ---- | ---- | ----- | ----- |
| 841  | 781  | 779  | 896  | 936  | 965  | 1.000 | 1.041 |